# Giampiero Pastore
Giampiero Pastore (* 7. května 1976 Salerno, Itálie) je bývalý italský sportovní šermíř, který se specializoval na šerm šavlí. Itálii reprezentoval v devadesátých letech a do roku 2012. Na olympijských hrách startoval v roce 2000, 2004 a 2008 v soutěži jednotlivců a družstev. V roce 2009 obsadil třetí místo na mistrovství světa v soutěži jednotlivců. S italským družstvem šavlistů vybojoval stříbrnou (2004) a bronzovou (2008) olympijskou medaili a v roce 2009 a 2011 vybojoval s družstvem titul mistra Evropy.